# Wojewódzki Urząd Bezpieczeństwa Publicznego w Gdańsku

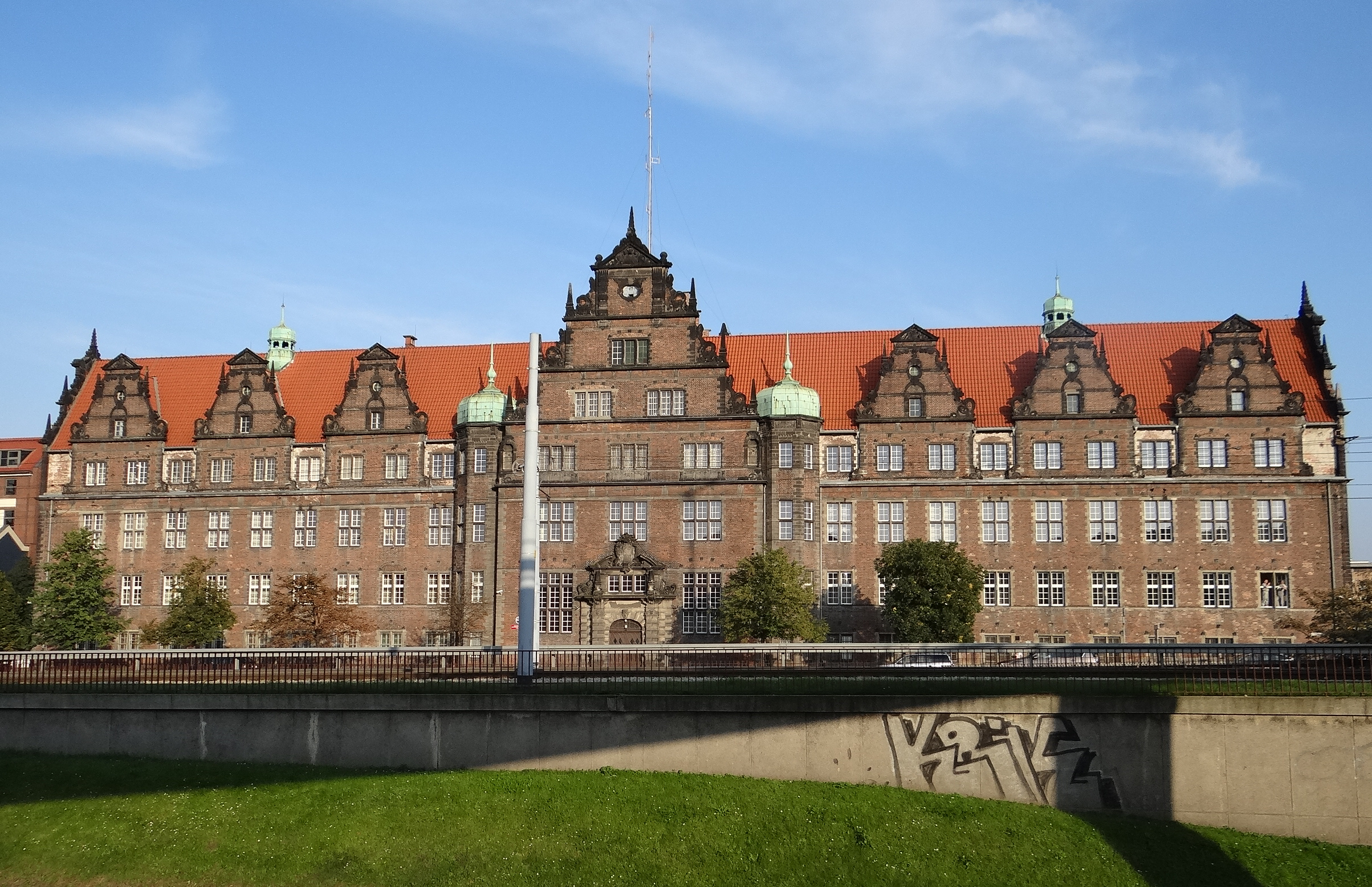
Gmach Prezydium Policji przy ul. Okopowej, w którym mieścił się Wojewódzki Urząd Bezpieczeństwa Publicznego w Gdańsku (1945-1954)

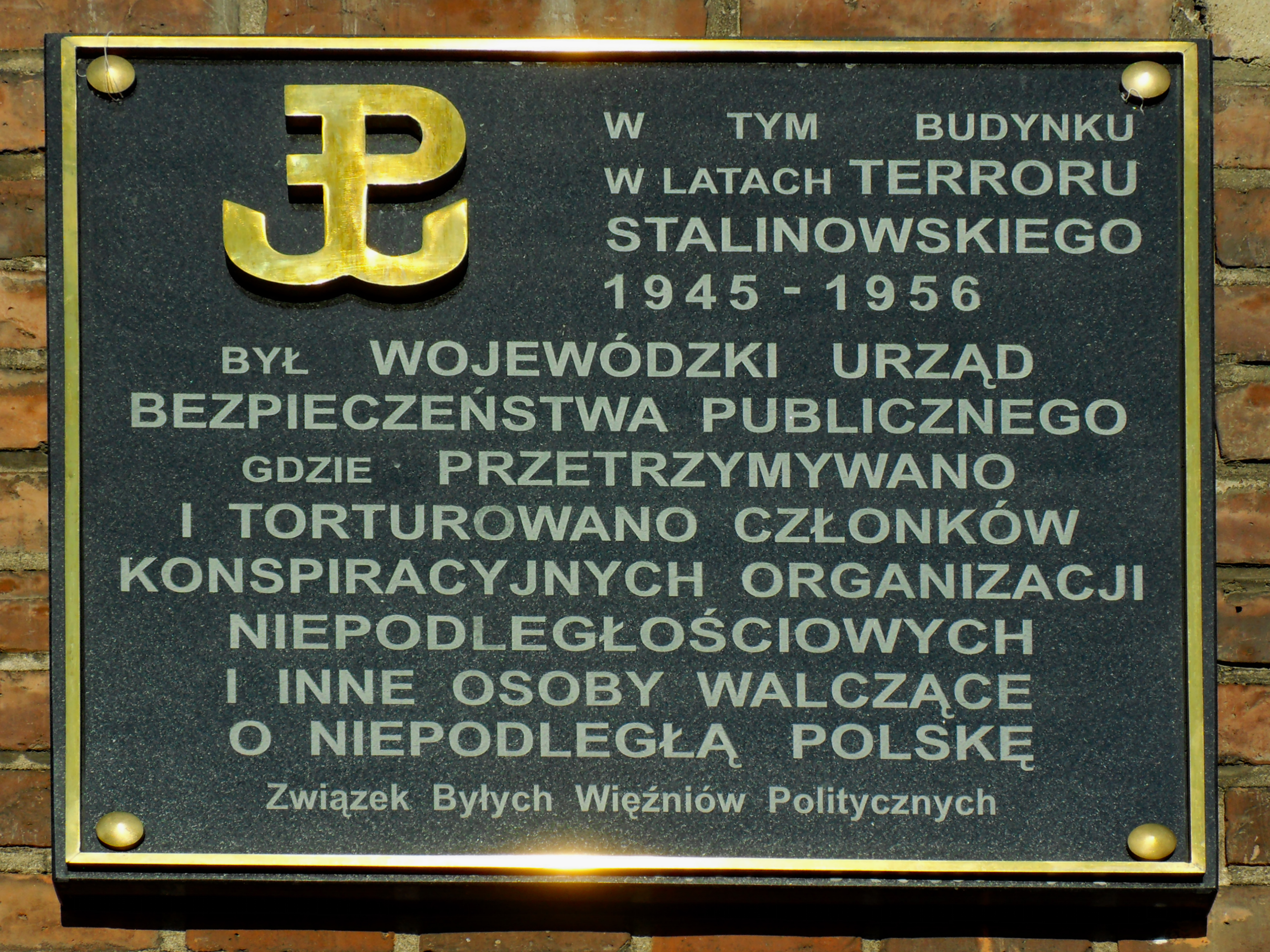
Tablica umieszczona na ścianie budynku WUBP w Gdańsku

Wojewódzki Urząd Bezpieczeństwa Publicznego w Gdańsku (WUBP Gdańsk) – jednostka terenowa Ministerstwa Bezpieczeństwa Publicznego funkcjonująca na terenie województwa gdańskiego od kwietnia 1945 do rozwiązania MBP w grudniu 1954.
Pierwszym kierownikiem był Grzegorz Korczyński, były uczestnik wojny domowej w Hiszpanii, partyzant GL i AL, późniejszy wiceminister bezpieczeństwa publicznego i obrony narodowej. Jego następcą jako pełniący obowiązki kierownika został przedwojenny działacz komunistyczny, żołnierz Armii Czerwonej Józef Krakowski. Później na stanowisko powrócił Korczyński, zastąpiony następnie przez innego uczestnika hiszpańskiej wojny domowej i żołnierza Gwardii Ludowej, Józefa Mrozka. W czasie jego urzędowania funkcjonariusze WUBP mieli najwięcej zadań operacyjnych, co wiązało się z wysoką aktywnością w tym czasie zbrojnego podziemia niepodległościowego. 
W 1946 głównym zadaniem tego urzędu było zwalczanie 5 Brygady Wileńskiej AK Zygmunta Szendzielrza "Łupaszki", zwłaszcza szwadronu dowodzonego przez Zdzisława Badochę "Żelaznego". Operacjami przeciw Brygadzie kierował Wydział III WUBP kierowany przez Jana Wołkowa. Latem 1946 przez gdański WUBP została aresztowana i poddana śledztwu łączniczka i sanitariuszka 5 Brygady, Danuta Siedzikówna "Inka", skazana na śmierć i zamordowana (wyrok ten faktycznie zależał od naczelników Wydziałów Jana Wołkowa i Józefa Bika). 

## Kierownictwo
Kierownicy:
- Grzegorz Korczyński (od 4 kwietnia do 7 czerwca 1945)
- Józef Krakowski (p.o. od 8 czerwca do 4 września 1945)
- Grzegorz Korczyński (od 5 września 1945 do 21 marca 1946)
- Józef Mrozek (od 22 marca 1946 do 28 lutego 1947)
- Artur Jastrzębski (od 1 marca 1947 do 14 marca 1948)
- Józef Jurkowski (od 15 marca 1948 do 15 sierpnia 1950)
- Tadeusz Radoszewski (p.o. od 1 sierpnia 1950 do 29 czerwca 1951)
- Marian Cieślak (od 20 maja 1951 do 31 sierpnia 1953)
- Ryszard Matejewski (od 1 września 1953 do 30 czerwca 1954)
- Henryk Żmijewski (od 16 sierpnia 1954 do 9 grudnia 1954)

## Podział organizacyjny

### Wydział I (kontrwywiad)
- 22 września 1949 - naczelnik Stanisław Supruniuk

### Wydział II
- 11 kwietnia 1945 - nacz. Erazm Żmijewski

### Wydział III
- 1 stycznia 1946 - nacz. Jan Wołkow

### Wydział IV
- 1 października 1949 - nacz. Stefan Birnbach

### Wydział V
- 3 lipca 1946 - nacz. Romuald Dobrzyński, ur. 6 kwietnia 1924 w Warszawie

### Wydział VIII
- 1 września 1946 - nacz. Józef Huppert (właśc. Herman Finkel), ur. 28 kwietnia 1905 we Lwowie

### Wydział IX
- 1 marca 1953 - nacz. Michał Paul, ur. 29 września 1920 w woj. śląsko-dąbrowskim

### Wydział X
- 1 listopada 1953 - nacz. Zenon Roztropiński, ur. 23 września 1923 w Chomęcinach w woj. poznańskim

## Siedziby
- Pierwsza siedziba WUBP mieściła się przy ul. Nowego Ogrody 27 (1945), w budynku z 1913 b. Zarządu Zabudowy Wisły (Weichselstrombauverwaltung), Komisariatu Generalnego RP w Wolnym Mieście Gdańsku, jednostki Gestapo (-1945), WUBP, Komendy Miejskiej Milicji Obywatelskiej (1945-1990), obecnie KM Policji (1990-),
- kolejna przy ul. Okopowej 9 (1945-1954), w budynku z 1905 b. Królewskiego Pruskiego Prezydium Policji (Königliche Preußische Polizeipräsidium) (-1918), Prezydium Policji WMG (1918-1939), organów bezpieczeństwa III Rzeszy (1939-1945), WUBP, SB (1956-1990), delegatury UOP (1990-2002), obecnie delegatury ABW (2002-),
- Wydział Śledczy WUBP (1945-1955) przy ul. Kładki 24, w budynku z 1882 b. szkoły żeńskiej, miejscu kaźni (1939), jednego z obiektów Wyższej Szkoły Pedagogicznej (1956-1970), obecnie Uniwersytetu Gdańskiego (1970-).